# Paniaran
Paniaran is een bestuurslaag in het regentschap Tapanuli Utara van de provincie Noord-Sumatra, Indonesië. Paniaran telt 2800 inwoners (volkstelling 2010).